# ادموند کئوسیان
ادموند گارگینی کئوسیان (ارمنی: Էդմոնդ Գարեգինի Քեոսայան) یک کارگردان فیلم اهل ارمنستان-اتحاد شوروی بود. وی در بین سال‌های ۱۹۶۴—۱۹۸۸ فعالیت داشت.

## زندگی‌نامه
وی در ۹ اکتبر ۱۹۳۶ در لنیناکان به دنیا آمد و در	۲۱ آوریل ۱۹۹۴ در سن ۵۷ سالگی در مسکو درگذشت.

## فیلمشناسی
از فیلم‌هایی که وی در آن‌ها نقش داشته است، می‌توان به انتقام‌جویان ناپیدا اشاره نمود.

## نگارخانه

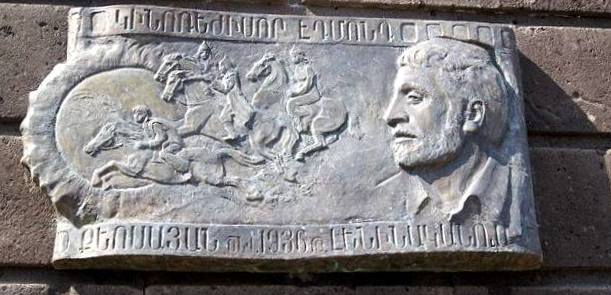